# オクタン酸エチル
オクタン酸エチル（Ethyl octanoate）は、別名をカプリル酸エチル（ethyl caprylate） という、カプリル酸とエタノールから形成される脂肪酸エステルである。室温では無色の液体であり、化学式CH3(CH2)6COOCH2CH3で表され、食品業界ではフレーバリングとして、香水業界では香料添加剤として使用されている。多くの果物やアルコール飲料に含まれており、果物や花の強い香りを有する。合成的な果物の香りを作るのに使用される。

## 合成
古典的なフィッシャーエステル合成反応により、カプリル酸とエタノールから合成できる。
{\displaystyle {\ce {CH3(CH2)6COOH + CH3CH2OH <=> CH3(CH2)6COOCH2CH3 + H2O}}}
水を除去すると、平衡が右側にシフトする。

## 用途
酢酸エチルなど非常に似ているエステルが入手しやすいため、広くは使用されていない。しかし、ニッチな特定の用途はある。オクタン酸エチルは、果物や花の強い香りとアンズの味があり、香料として使用したり、香りを作るのに使用される。洗浄剤としての用途もある。
付随的な用途もある。一部のワインに含まれており、全体的なエステル濃度と組成が、香りのプロファイルにとって重要であると考えられている。

## 安全性
多くのエステル同様、有毒であるとは考えられていない。ラットのLD50は25.96 g/kgである。爆発限界はわずか0.67 vol%であり、揮発性も弱く、室温での蒸気圧はわずか0.2 mbarである。可燃性である。